# Celina Leffler
Celina Leffler (* 9. April 1996 in Lübeck, Schleswig-Holstein) ist eine ehemalige deutsche Leichtathletin, die sich auf den Siebenkampf spezialisiert hatte und auch bei Hürdenläufen und beim Weitsprung antrat.

## Berufliche Laufbahn
2013 machte Leffler Abitur und ein Praktikum beim Sportbund Rheinland in Koblenz. Seit dem Sommersemester 2015 ist sie Medizinstudentin. 2020 steht für Leffler ihr Praktisches Jahr an und nach erfolgreichen Prüfungen und Approbation könnte sie bereits mit Mitte des Jahres Ärztin werden.

## Sportliche Karriere
In der Grundschule kam Leffler über die Bundesjugendspiele zum Sport. Leichtathletik mochte sie schon immer und war gern auf dem Sportplatz.
2012 entwickelte sich Leffler in vielen Disziplinen technisch um einiges weiter und holte ihre konditionellen Rückstände nach einer langen Verletzung im Jahr 2011 auf.
2013 war ein herausragendes Jahr. Leffler bestand das Abitur, stellte zahlreiche Rekorde auf und sammelte fünfmal Gold, u. a. wurde sie U18-Weltmeisterin im Siebenkampf.
2014 schaffte Leffler die altersbedingte Umstellung auf höhere Hürden und schwere Kugel besser als von ihr selbst erwartet. Über 100 Meter Hürden und beim Weitsprung wurde sie U20-Vizemeisterin.
2015 holte sich Leffler die Deutsche U20-Meisterschaft über 100 Meter Hürden, und in dieser Disziplin trat sie auch bei den U20-Europameisterschaften an und ins Halbfinale kam.
2016 wurde Leffler bei den Deutschen Hallenmeisterschaften gleich bei ihrem ersten Fünfkampf in der Aktivenklasse mit persönlicher Bestleistung von 4347 Punkten Deutsche Meisterin, und erreichte bei den Hallenweltmeisterschaften in Portland (Oregon), ihrer ersten internationalen Meisterschaft bei den Aktiven, den elften Platz.
2017 steigerte Leffler gleich zweimal ihre Siebenkampfbestleistung, zunächst Mitte Juni beim Mehrkampf-Meeting in Bernhausen um 115 auf 5961 Punkte und Mitte Juli bei den U23-Europameisterschaften in Bydgoszcz um weitere 109 auf 6070 Punkte, mit denen sie Bronze holte. Mitte August wurde sie in Kienbaum Deutsche U23-Meisterin im Mehrkampf.
2018 wurde sie mit 6050 Punkten wiederholt Deutsche U23-Meisterin im Mehrkampf und belegte am Jahresende in der U23-Bestenliste den dritten Rang.
2019 konnte sich Leffler verletzungsbedingt nicht für die Weltmeisterschaften qualifizieren und entschloss sich Mitte des Jahres aufgrund ihrer wiederholten und andauernden Verletzungen zum Rücktritt vom Leistungssport, möchte sich aber als Trainerin im Nachwuchsbereich engagieren.

## Vereinszugehörigkeiten
Leffler startete für den SSC Koblenz-Karthause und wurde von Holger Klein trainiert.

## Ehrungen
- 2013 Pierre-de-Coubertin-Abiturpreis vom Landessportbund Rheinland-Pfalz

## Erfolge
national
- 2013: Deutsche U18-Meisterin (Staffel/Weitsprung/Siebenkampf)
- 2014: Deutsche U20-Vizemeisterin (100 m Hürden und Weitsprung)
- 2015: Deutsche U20-Meisterin (100 m Hürden)
- 2016: Deutsche Hallenmeisterin (Fünfkampf)
- 2017: Deutsche U23-Meisterin (Siebenkampf)
- 2018: Deutsche U23-Meisterin (Siebenkampf)

international
- 2013: U18-Weltmeisterin (Siebenkampf)
- 2014: 4. Platz U20-Weltmeisterschaften (Siebenkampf)
- 2015: 10. Platz U20-Europameisterschaften (100 m Hürden)
- 2016: 11. Platz Hallenweltmeisterschaften (Siebenkampf)
- 2017: 3. Platz U23-Europameisterschaften (Siebenkampf)